# 玉村雅敏
玉村 雅敏（たまむら まさとし）は、日本の経済学者・経営学者。慶應義塾大学総合政策学部教授。専門分野はソーシャルマーケティング、公共経営、評価システム設計、公共選択論。企業のCSV(Creating Shared Value)戦略や官民連携モデル構築、全国自治体の地方創生戦略や総合計画などの立案や推進を支援。
評価システム構築の専門家として、公共組織の業績評価システム構築、政策マーケティングのシステム構築、生活価値や幸福度の可視化や評価手法の開発、地域のつながりやソーシャルキャピタルの可視化・定量化手法の開発、社会インパクト評価、地域通貨、ミュージアムマーケティング、学校評価、スポーツまちづくり、組織ブランドの社会価値評価、企業による場づくりなどの評価手法の開発・構築などを行う。

## 略歴
- 慶應義塾大学総合政策学部卒業。大学院政策・メディア研究科単位取得退学（加藤寛・井関利明・金子郁容に師事）。博士(政策・メディア)。
- 2000年-2005年 千葉商科大学政策情報学部助手、専任講師、助教授
- 1998年-2002年 千葉商科大学商経学部 講師
- 2004年- 九州大学 大学院経済学府（ビジネススクール）非常勤講師
- 2004年-2011年 内閣府 経済社会総合研究所 客員研究員
- 2005年- 慶應義塾大学 総合政策学部 助教授 兼 慶應義塾大学大学院 政策・メディア研究科 委員
- 2005年-2010年 千葉商科大学 政策情報学研究科 客員助教授
- 2007年- 新潟市 都市政策研究所 客員研究員（政策改革本部アドバイザー）
- 2011年- 文部科学省 科学技術政策研究所 客員研究官
- 2012年- 横須賀市 政策研究専門委員
- 2019年-2021年　慶應義塾大学SFC研究所所長
- 天草市・鈴鹿市・市原市・氷見市・長島町・大崎町・大山町・東川町・壱岐市・そうしん地域おこし研究所などのアドバイザーも務める。地域活性化伝道師（内閣府）、JICA業績評価アドバイザー、地域力創造アドバイザー（総務省）。
- 慶應義塾大学SFC研究所「社会イノベーション・ラボ」代表、慶應義塾大学SFC研究所「場づくりマーケティング・コンソーシアム」代表、慶應義塾大学SFC研究所「シェアタウン・コンソーシアム」代表など を兼務。
- 受賞歴： 国際協力機構「第15回JICA理事長賞」（2019年10月）、地域活性学会「地域活性学会10周年記念学会賞」（2018年9月）、電子情報通信学会HCS研究会「ヒューマンコミュニケーション賞」（2009年3月）、情報社会のデザイン シンポジウム2006「シンポジウム優秀論文賞」（2006年11月）など

## 著作
- 『自治体経営の生産性改革―総合計画によるトータルシステム構築と価値共創の仕組みづくり』 （公人の友社、2021年、編著）
- 『SDGsの本質―企業家と金融によるサステナビリティの追求』（中央経済社、2020年、共著）
- 『ソーシャルパワーの時代―「つながりのチカラ」が革新する企業と地域の価値共創(CSV)戦略』（産学社、2016年、編著）
- 『東川スタイル―人口8000人のまちが共創する未来の価値基準 (まちづくりトラベルガイド)』（産学社、2016年、編著）
- 『社会イノベーションの科学―政策マーケティング・SROI・討論型世論調査』（勁草書房、2014年、編著）
- 『ソーシャルインパクト―価値共創(CSV)が企業・ビジネス・働き方を変える』（産学社、2014年、編著）
- 『総合計画の新潮流―自治体経営を支えるトータル・システムの構築』（公人の友社、2014年、監修・著）
- 『地域を変えるミュージアム―未来を育む場のデザイン』（英治出版、2013年、編著）
- 『公共の経済・経営学―市場と組織からのアプローチ』（慶應義塾大学出版会、2012年、共著）
- 『住民幸福度に基づく都市の実力評価－GDP志向型モデルから市民の等身大ハッピネス（NPH）へ』（時事通信社、2012年、共著）
- 『社会イノベータへの招待―変化をつくる人になる』（慶應義塾出版会、2010年、共著）
- 『コミュニティ科学－技術と社会のイノベーション』（勁草書房、2009年、編著）
- 『創新の世紀へ』（水曜社、2006年、共著）
- 『行政マーケティングの時代―生活者起点の公共経営デザイン』（第一法規、2005年）
- 『学校評価―情報共有のデザインとツール』（筑摩書房、2005年2月、共著）
- 『パブリック・セクターの経済・経営学』（NTT出版、2003年9月、共著）
- 『学校を取り巻く環境の把握と地域協働』（教育開発研究所、2003年8月、共著）
- 『日本型NPM：行政の経営改革への挑戦』（ぎょうせい、2003年1月、共著）
- 『行政経営の基礎知識50』（東京法令出版、2001年4月、共著）
- 『実践・行政評価』（東京法令出版、2000年6月、編著）
- 『行政評価による地域経営戦略～ムルトマ郡におけるコミュニティ・ベンチマーキング』（東京法令出版、1999年4月、共著・監訳）
- 『NTT vs. 郵政省：インターネット時代の覇者は誰か?』（PHP研究所、1996年1月、共著）